# Una volta alla settimana
Una volta alla settimana è un film del 1942 diretto da Ákos Ráthonyi e interpretato da Roberto Villa, Vera Carmi e Titina De Filippo.

## Trama
Alberto, un povero pittore e Laura, una ricca collegiale sono follemente innamorati. Pietro, amico di Alberto escogita un piano per permettere a Laura di uscire dal collegio e così incontrare Alberto.

## Distribuzione
Il film è uscito nelle sale italiane il 27 giugno 1942.